# Indravarman II
Indravarman II, död 1243, var en kambodjansk monark. Han var kung av Khmerriket mellan 1219 och 1243.